# آنا أنتوانيت فيبر فان بوس
آنا أنتوانيت فيبر فان بوس (Anna Antoinette Weber-van Bosse) كانت عالمة نبات هولندية، ولدت في 27 مارس 1852 بأمستردام (هولندا) وتوفيت في 29 أكتوبر 1942 بآربيك (هولندا).

## معرض صور

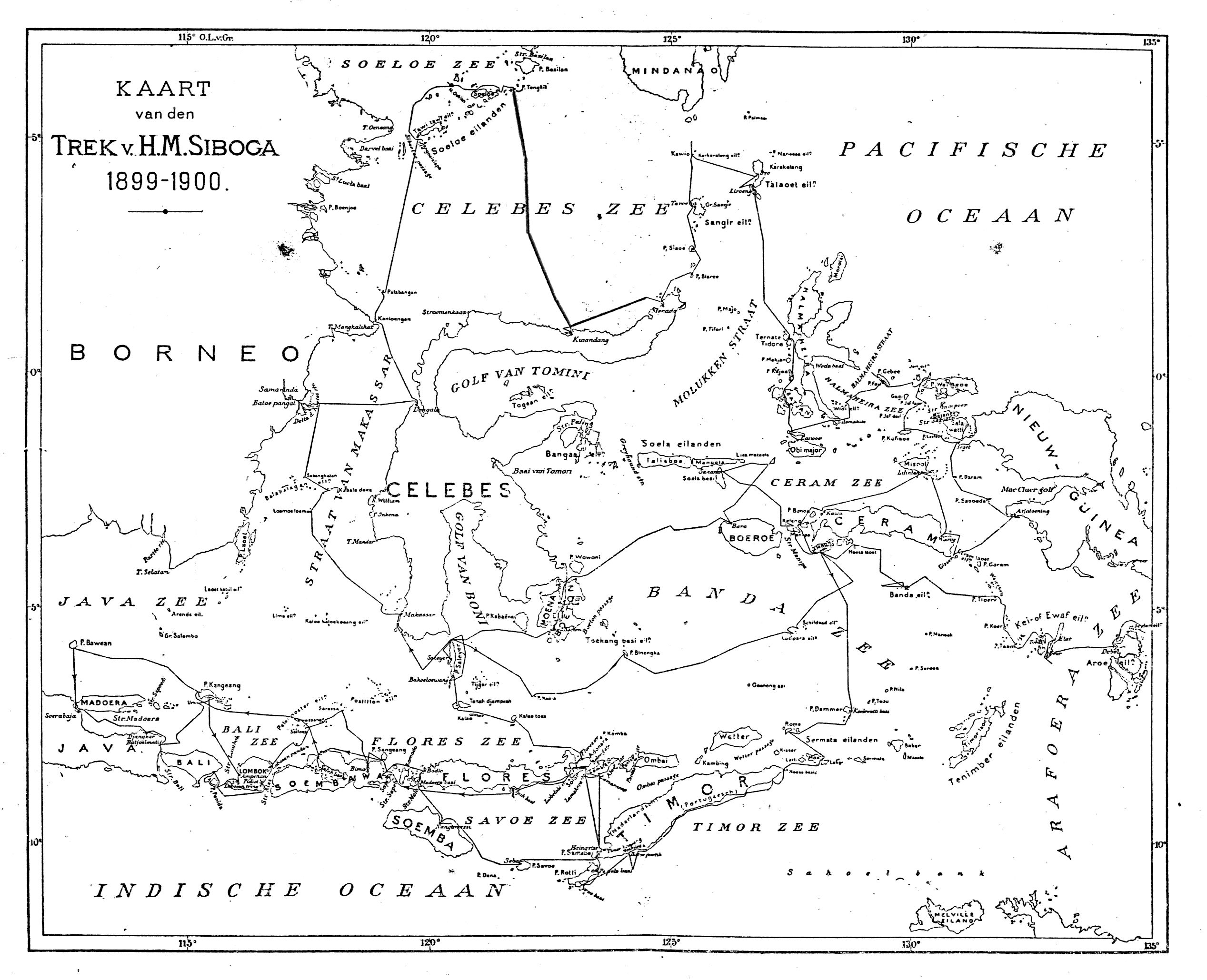
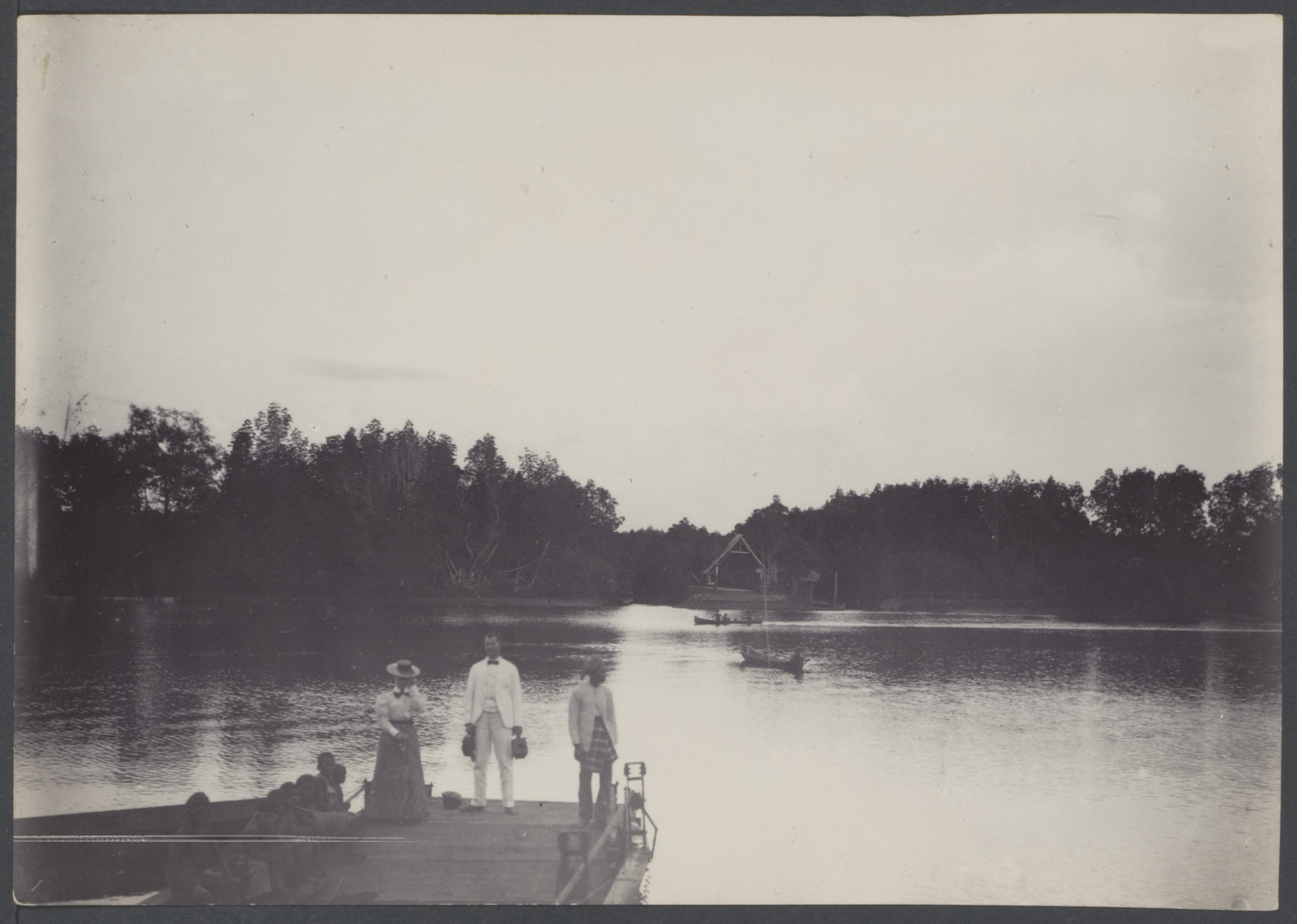
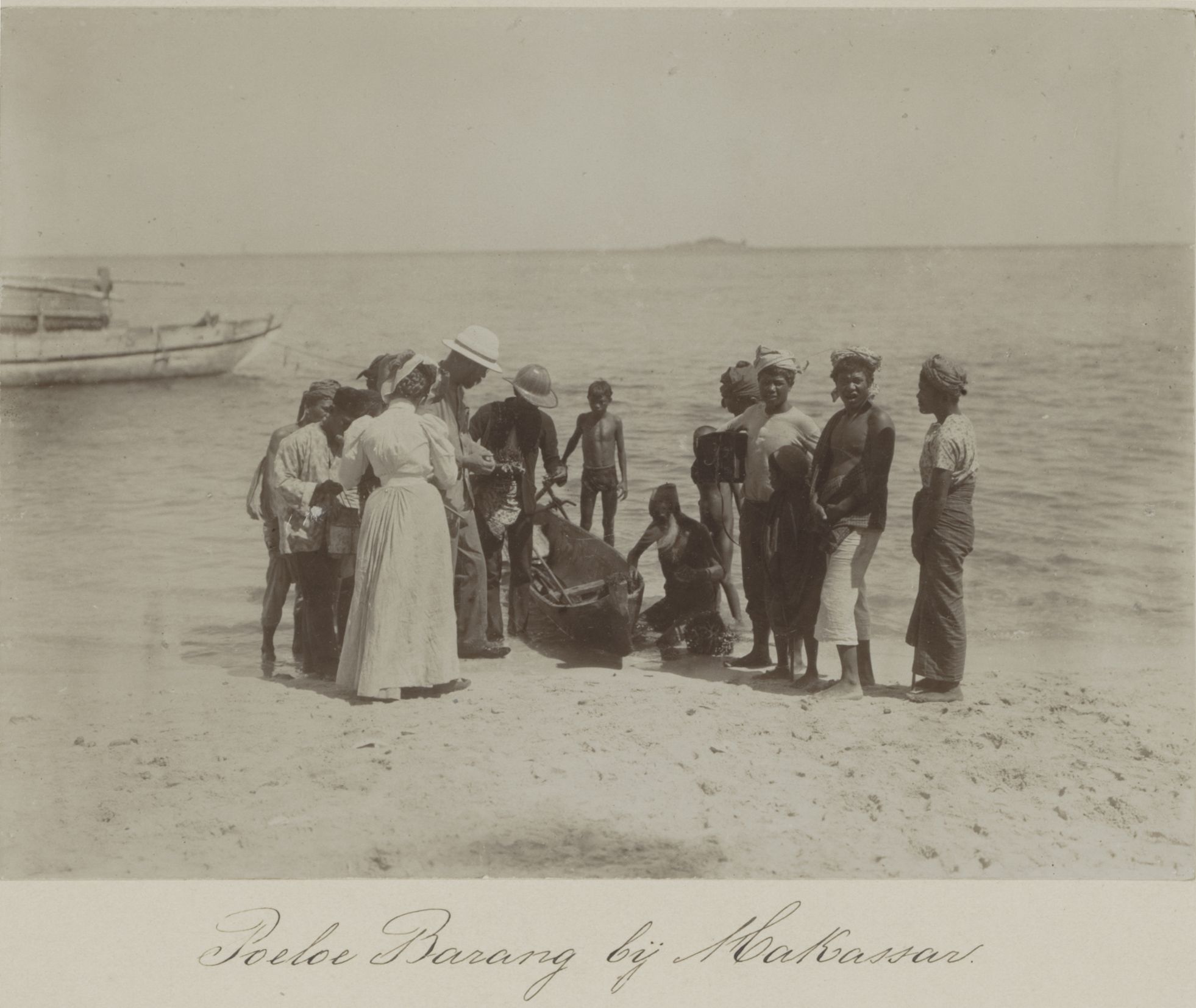
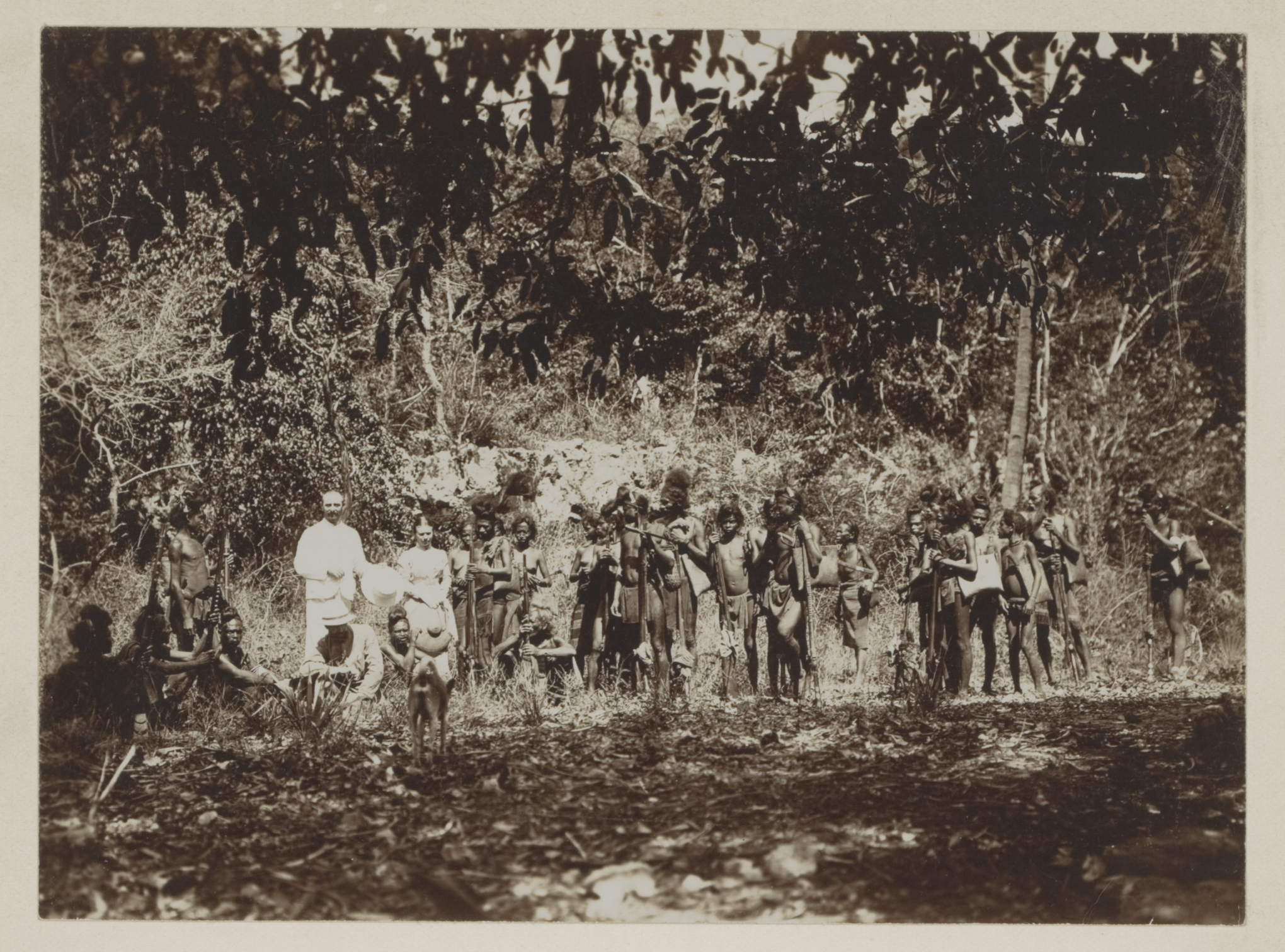
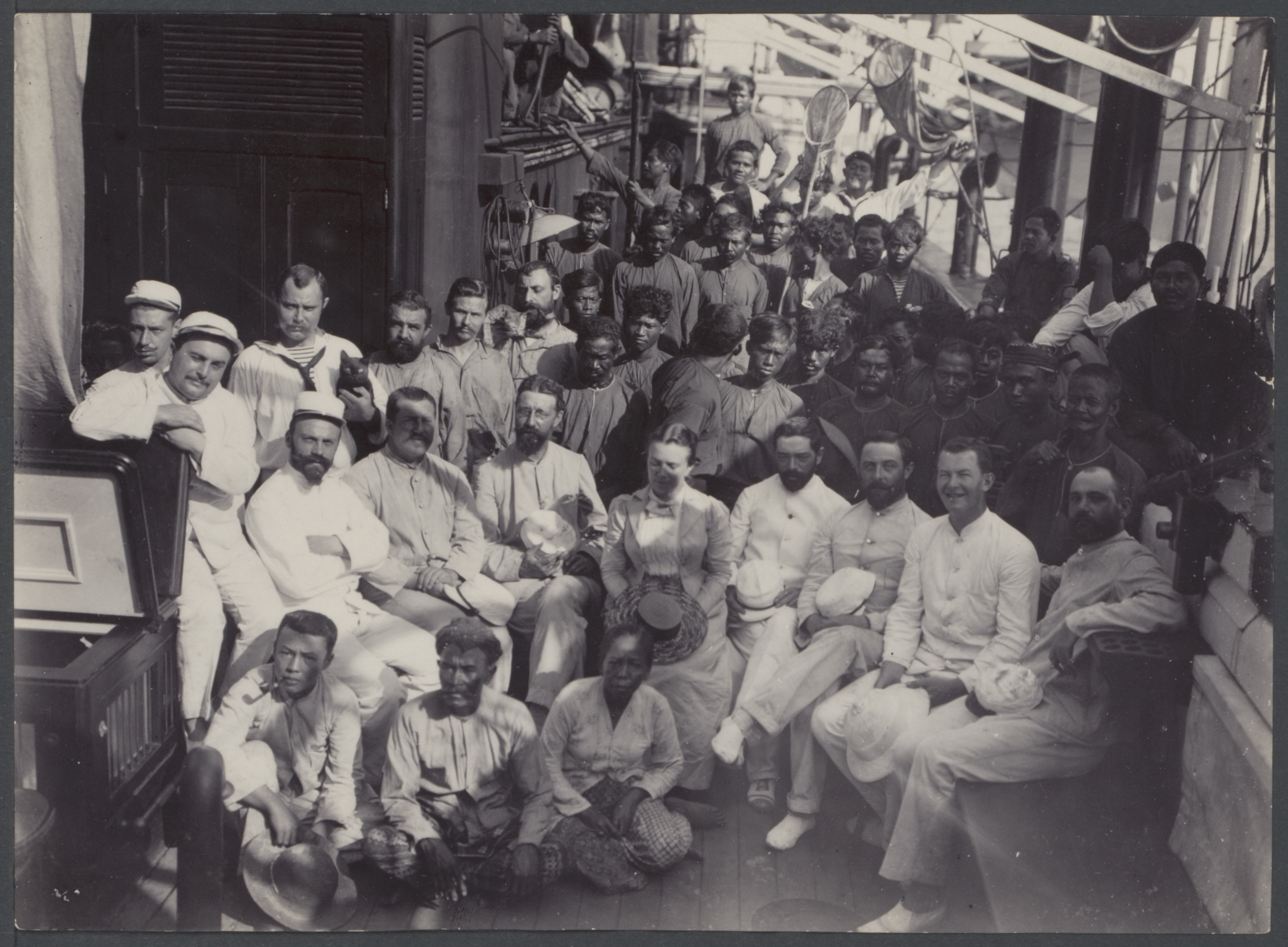
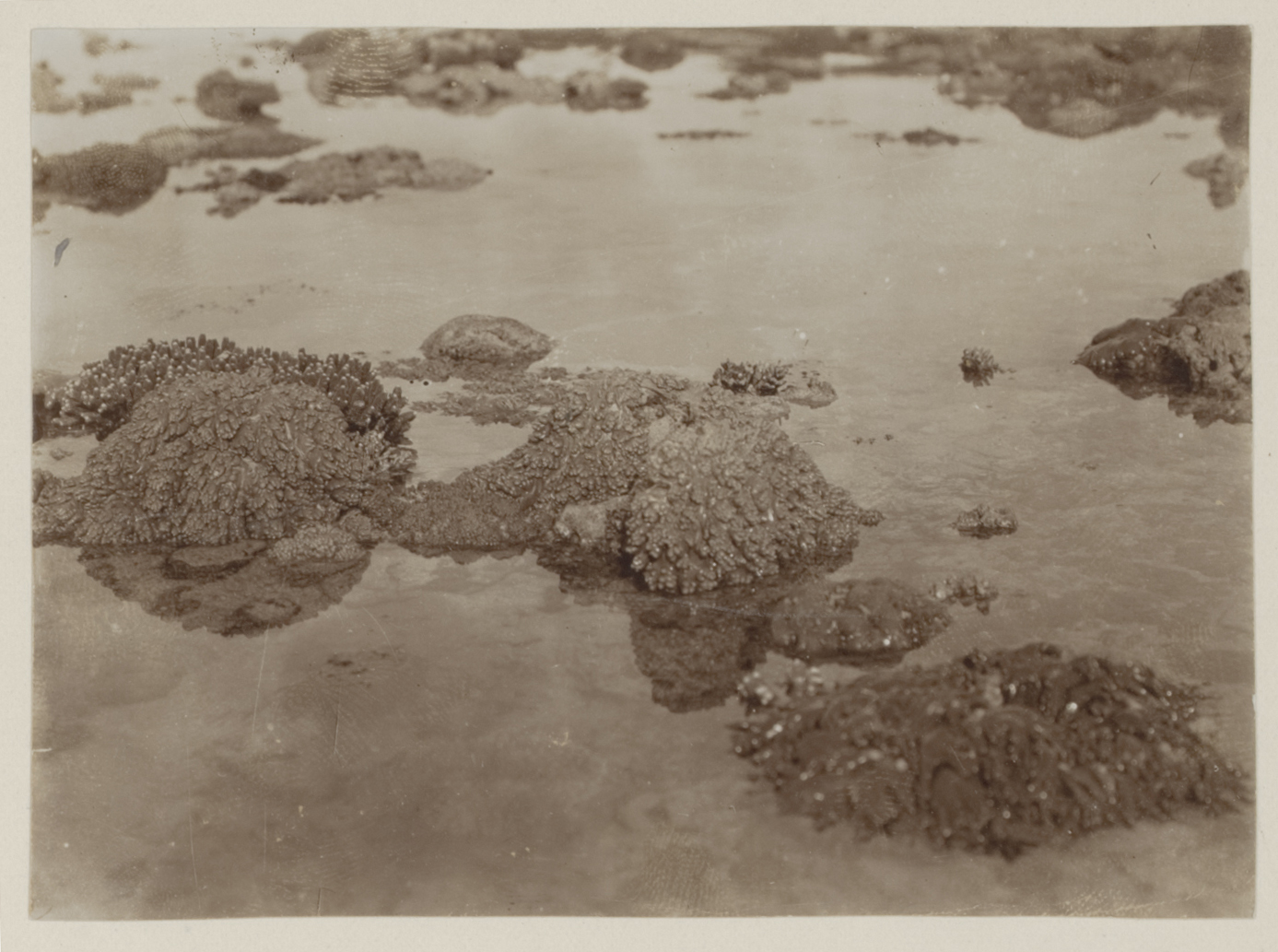